# Emmeram
Emmeram, Emmeran, Imbram – imię męskie pochodzenia germańskiego, złożone z członów heima - "ojczyzna, miejsce zamieszkania" i hraban - "kruk". W Polsce znane już w średniowieczu i zapisywane m.in. w formach Himram, Himbram, Imram, Imran, Imbram, Imbran, Ibram. Patronem tego imienia jest św. Emmeram. 
Emmeram, Emmeran, Imbram imieniny obchodzi 22 września.
Zobacz też:
- św. Emmeram z Ratyzbony
- Imbramowice — wieś w Polsce położona w województwie dolnośląskim, w powiecie świdnickim, w gminie Żarów
- Imbramowice — wieś w Polsce położona w województwie małopolskim, w powiecie olkuskim, w gminie Trzyciąż